# 비아프라의 국기

비아프라의 국기 비율 1:2

비아프라의 국기는 수평으로 그은 삼색(적색, 검정, 녹색)선과 그 안에 있는 황금색상의 떠오르는 태양상징으로 구성된다. 내부의 태양은 11개의 빛살을 가지며 이는 비아프라의 11개 지역을 나타낸다. 비아프라는 현재 소멸되었다.
단명(단명)했던 베냉 공화국의 국기에서 영감을 받은 디자인은 기본적으로 마커스 가비 (Marcus Garvey)가 설립한 UNIA(Universal Negro Improvement Association and African Communities League)가 도안한 범아프리카기에 기초한 것이다.

## 같이 보기
- (영어) Flag of the Republic of Benin
- (영어) Pan-African Flag